# Баня (Сливенская область)
Баня (болг. Баня) — село в Болгарии. Находится в Сливенской области, входит в общину Нова-Загора. Население составляет 1683 человека.

## Политическая ситуация
В местном кметстве Баня, в состав которого входит Баня, должность кмета (старосты) исполняет Мурад Кемал Ибрям (Движение за права и свободы (ДПС)) по результатам выборов.
Кмет (мэр) общины Нова-Загора — Николай Георгиев Грозев (Граждане за европейское развитие Болгарии (ГЕРБ)) по результатам выборов в правление общины.